# Mr. Meaty
Mr. Meaty é uma serie de televisão canadense-americana feita com fantoches, conta a história de dois adolescentes que trabalham numa lanchonete gosmenta e com pouca higiene. A série foi feita pelo canal pago Nickelodeon, e era exibida na sexta e no sábado, em torno das 9:30 da manhã. Foi lançado em 2005 no Nickelodeon América, e em 2007, no Nickelodeon Brasil. Saiu do ar em 2009 e voltou no começo das manhãs meses depois até 2011.

## Sinopse
Mr. Meaty é uma divertida comédia protagonizada por Josh Redgrove e Parker Dinkleman, dois fantoches adolescentes que trabalham como caixa e cozinheiro para o Mr. Meaty, uma das principais redes de fast food do mundo. As regras do mundo real não se aplicam a esta lanchonete, o que significa que tudo pode acontecer. Apesar das boas intenções e ideas geniais, os meninos sempre acabam perdendo o controle da situação e se metendo em encrencas.

## Personagens
Josh Redgrove
É um adolescente de 16 anos que acaba de se tornar um cara legal. Seus principais interesses no momento são garotas e o estilo indie-punk. Seu encanto está começando a chamar a atenção das meninas e ele não perde uma oportunidade de aproveitar seu look cool! Seu maior objetivo é escapar do destino medíocre e de classe baixa de sua família. Josh parece ser despreocupado e pessimista, mas na realidade é um sonhador. Quer ser famoso e bem sucedido a qualquer preço. Seu maior desejo é ser um diretor de cinema famoso ou um astro do rock, o que pode conseguir com a ajuda do seu amigo Parker. Sua voz e manipulamento é de Jamie Shanon.
Parker Dinkleman
É um garoto de 15 anos que vive em um mundo de fantasias infantis e é incapaz de lidar com a realidade de um adolescente. Não aceita que não é mais uma criança de 8 anos. É um pouco malcriado, superprotegido (é filho único) e inseguro, mas também é o jovem mais sensível do mundo. Seguiria Josh em qualquer uma de suas revoluções e enfrentaria qualquer consequência por sua equipe. Sua lealdade a Josh só é afetada por dois motivos: a distração do seu amigo por mulheres e o fato de que Josh sempre querer mandar nele. Também sonha em ser um diretor de cinema famoso graças ao lançamento de Ninjas Zombis e em vingar-se de todos os garotos que o zoam no colégio.
Doug
É um segurança. Tem atitudes machistas, e é dedicado ao seu trabalho.
Edward
É o dono do Mr. Meaty. Sua voz vem de Bill Flynn.
Sr. Wink
É um eletricista. Sua voz é de Troy Baker.
Ashley
Essa menina tem suas duas melhores amigas: Ashley 2 e Brittany. Elas formam um trio da amizade, nunca inseparável. Ela odeia Josh.
Ashley 2
Como você já sabe, uma cópia de Ashley.
Brittany
Ela completa o trio, formado por Ashley e Ashley 2.
Gord
É o administrador do Soy Watch? É vegetariano.
Ken
É o irmão mais velho de Josh. Por isso, Josh se torna vítima de bullying por causa do seu irmão chato.
Darry
É o companheiro de Ken, e lógico, o seu seguidor favorito.